# Ewald Nienhaus
Ewald Nienhaus (* 3. Dezember 1927 in Osnabrück; † 1. August 1998) war ein deutscher Fußballspieler. Der Offensivspieler absolvierte bei VfL Osnabrück, Borussia Mönchengladbach und Fortuna Düsseldorf in den damals erstklassigen Oberligen Nord und West von 1949 bis 1959 insgesamt 218 Ligaspiele, in denen er 91 Tore erzielte.

## Laufbahn als Fußballer
In seiner Heimatstadt Osnabrück durchlief der torgefährliche Linksaußen im damaligen WM-System zuerst die Stationen Raspo Osnabrück und Eintracht Osnabrück, ehe er sich beim VfL Osnabrück ab der Saison 1950/51 als Oberligafußballer etablieren konnte. Bis Januar 1949 stürmte „Papsi“ Nienhaus für Eintracht Osnabrück in der Landesliga Niedersachsen Weser/Ems, ehe er sich zum ersten Mal dem großen VfL in der Oberliga Nord anschloss. In der Rückrunde debütierte der rasante Flügelstürmer am 6. Februar 1949 bei einem 2:0-Heimerfolg der Lila-Weißen gegen Bremerhaven 93 in der Oberliga Nord. Der VfL Osnabrück belegte den 3. Rang und Nienhaus war in drei Ligaspielen aufgelaufen. Er kehrte umgehend wieder zur Eintracht zurück und gewann 1949/50 mit den „Gelben“ aus dem Stadtteil Neustadt die Meisterschaft in der Amateurliga Niedersachsen-West und schaffte auch den Aufstieg in die Oberliga Nord. Trotzdem nahm er erneut das Angebot des VfL an und schloss sich zum zweiten Mal dem führenden Verein aus Osnabrück an.
Nach seinem Debüt zum Rundenstart, den 21. August 1950, einem 4:1-Heimerfolg gegen Göttingen 05, gelangen Nienhaus sogleich am zweiten Spieltag die ersten zwei Treffer für den VfL. Beim 5:1-Erfolg gegen den Bremer SV bildete er mit Halbstürmer Erich Gleixner den linken Flügel. In den beiden Spielen (5:2, 8:2) gegen seinen vormaligen Verein, Eintracht Osnabrück, erzielte der schnelle und trickreiche Flügelstürmer insgesamt vier Tore. Neben Torjäger Adolf Vetter (30 Tore) erzielte der Außenstürmer 19 Tore und der VfL belegte den 4. Rang; die Eintracht hielt mit dem 14. Rang die Klasse. In der folgenden Runde, 1951/52, gelang hinter dem Serienmeister des Nordens, dem Hamburger SV, das Erreichen der Vizemeisterschaft und damit der Einzug in die Endrunde um die deutsche Fußballmeisterschaft. In 29 Ligaspielen hatte Nienhaus zehn Tore erzielt. In den Gruppenspielen hatte es der Nordvize mit dem VfB Stuttgart, Rot-Weiss Essen und Tennis Borussia Berlin zu tun. Nienhaus absolvierte alle sechs Spiele und erzielte dabei drei Tore; Stuttgart setzte sich in der Gruppe durch und gewann auch im Endspiel die deutsche Meisterschaft. Zumeist lief der VfL mit der Angriffsbesetzung Hans-Joachim Alpert, Hans Haferkamp, Ernst-Otto Meyer, Adolf Vetter und Ewald Nienhaus auf. In der Hinrunde, am 14. Oktober 1951, wurde der VfL-Linksaußen in einem Auswahlspiel des Regionalverbandes Norddeutschland bei einem 2:2-Remis gegen Westdeutschland eingesetzt. Zuvor hatte er an einem DFB-Sichtungslehrgang in Barsinghausen vom 30. Juli bis 3. August 1951 teilgenommen. Nach einem weiteren vierten Rang in der Saison 1952/53 schloss sich Nienhaus zur Saison 1953/54 dem Westoberligisten Borussia Mönchengladbach an.
Beim Team vom Bökelbergstadion musste er sich aber an den Kampf um den Klassenerhalt gewöhnen. Drei Runden gelang dies, nach der vierten Saison, 1956/57, stieg Mönchengladbach in die 2. Liga West ab. Nienhaus hatte in 114 Einsätzen in der Oberliga West für die Borussia 46 Tore erzielt. In den folgenden zwei Runden bei Fortuna Düsseldorf gehörte er nicht mehr der Stammbesetzung an und musste sich in zwei Runden mit 12 weiteren Oberligaeinsätzen und drei Toren begnügen. Sein Spielerlaufbahn beendete Nienhaus 1959/60 beim Rheydter SV in der 2. Liga West, in 19 Zweitligaspielen erzielte er fünf Tore.
Der gelernte Weber wurde in späteren Jahren als Textilkaufmann in Rheydt ansässig.